# Erebomaster
Genre
Synonymes
- Cladonychium Hadži, 1935

Erebomaster est un genre d'opilions laniatores de la famille des Cladonychiidae.

## Distribution
Les espèces de ce genre sont endémiques des États-Unis. Elles se rencontrent dans les Appalaches.

## Liste des espèces
Selon World Catalogue of Opiliones (19/05/2021) :
- Erebomaster acanthinus (Crosby & Bishop, 1924)
- Erebomaster flavescens Cope, 1872
- Erebomaster weyerensis (Packard, 1888)

## Publication originale
- Cope, 1872 : « On the Wyandotte Cave and its fauna. » The American Naturalist, vol. 6, p. 406–422 (texte intégral).